# Mamony (obwód irkucki)
Mamony (ros. Мамоны) – wieś (sieło) w Rosji, w obwodzie irkuckim, w rejonie irkuckim. W 2010 liczyła 3154 mieszkańców.